# Osteuropäischer Schäferhund

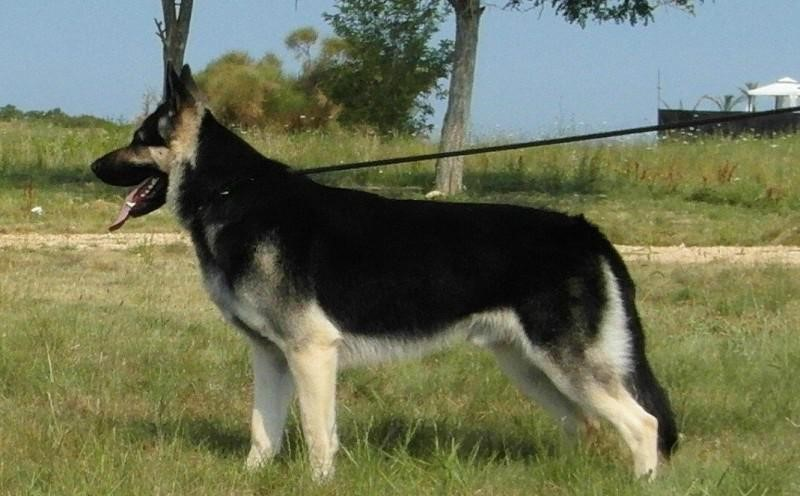
Osteuropäischer Schäferhund - gesattelt

Der Osteuropäische Schäferhund (russisch Восточноевропейская овчарка) ist eine nicht von der FCI anerkannte Hunderasse aus Russland. Sie ist vom Russischen Kynologenverband (Российская Кинологическая Федерация) anerkannt, der Russland innerhalb der FCI vertritt.

## Geschichte der Rasse
Die Geschichte der Rasse Osteuropäischer Schäferhund (Vostochno Evropeiskaya Ovcharka) ist auf direktem Wege mit der Geschichte des Landes verbunden, wo sie entstand und sich entwickelte.
Im Auftrag von Herrn Vsevolod Vasiljevitch Jasikov, welcher Kynologe und Organisator der einheimischen Hundezucht war, entstand im Jahre 1924 der Zentrale experimentelle Ausbildungszwinger – eine Schule für Sport- und Militärhunde. Später (ab 1941) wurde dieser bekannt als Zentrale militärtechnische Hundeschule, welche zum führenden Zentrum für Hundezucht, Dressur und Einsatz von Diensthunden im sowjetischen Russland wird.
Man nahm sich zum Ziel, einen Diensthund zu züchten, welcher dazu fähig sein musste, unter unterschiedlichen in der UdSSR vorherrschenden klimatischen Bedingungen zu arbeiten. Die zu erfüllenden Hauptkriterien für die Auswahl waren die Arbeitsqualität, sowie die physischen Eigenschaften des Hundes, das Durchhaltevermögen, die Anspruchslosigkeit und die Fähigkeit zur Akklimatisierung.
Für die Zucht wurden sowohl reinrassige Hunde, als auch diensttaugliche Mischlinge ausgesucht. An den Grenzen wurden aktiv einheimische Hunde (im Fernen Osten beispielsweise der Ostsibirische Laika) eingesetzt. Viele dieser Hunde verfügten über hervorragende Arbeitsqualitäten. Landesweit gab es mittlerweile Tausende von ihnen.
Der Deutsch-Sowjetische Krieg (1941–1945) verging für die einheimische Hundezucht nicht spurlos. Zum Einsatz kamen über 60000 Diensthunde, worunter neben reinrassigen Hunden auch diensttaugliche Mischlinge weit verbreitet waren. Sie übernahmen Wach-, Fahndungs-, Ablenkungs- und viele weitere Dienste.
In der Nachkriegszeit war es von großer Bedeutung, den Diensthundebestand aktiv wiederherzustellen. Die einheimischen Kynologen nutzten die verbliebenen, nicht immer reinrassigen Hunde, um eine neue Rasse Schäferhund zu züchten, welche unter Beachtung der klimatischen und natürlichen Voraussetzungen, sowie der seitens der an der Rasse interessierten Ministerien und Behörden geäußerten Forderungen, bestens für den Einsatz in der UdSSR geeignet wäre. Das Zentrum der Zucht war der im Jahre 1947 entstandene Zwinger „Krasnaja Swesda“.
Endlich ergab sich die Frage nach der Anerkennung der einheimischen Schäferhunde als eigenständige Rasse, welche den Namen „Vostochno Evropeiskaya Ovcharka“ tragen sollte.
Der erste Rassestandard wurde seitens des ЦК ДОСААФ СССР am 15. September 1955 verabschiedet. Im Januar 1964 ließ das Präsidium der Föderation für Diensthundezucht der UdSSR (ФСС СССР) eine überarbeitete Version des Standards in Kraft treten. In den Jahren 1970, 1972 und 1976 wurde dieser erneut überarbeitet, wobei die hauptsächlichen Anforderungen bezüglich des Aussehens und der Einsatzbereiche der Rasse unverändert blieben.
In der UdSSR war der Vostochno Evropeiskaya Ovcharka sehr weit verbreitet und erfüllte als universell einsatzbarer Hund die unterschiedlichsten Aufgaben.
Im Jahre 1991 (Entstehung der Russischen Föderation als Nachfolger der UdSSR) wird auch der Russische Kynologenverband (RKF) gegründet, welcher die Rasse „Vostochno Evropeiskaya Ovcharka“ anerkennt und den Rassestandard annimmt. Im Jahre 2014 wird der neu editierte Standard seitens des Präsidiums СОКО RKF angenommen.
Das besondere Wesen des Vostochno Evropeiskaya Ovcharka erlaubte es ihm nicht nur, zum meist gefragten Diensthund der UdSSR zu werden, sondern seine Beliebtheit auch heute noch aufrechtzuerhalten und in unterschiedlichsten Ländern lebenden Hundeliebhabern als treuer Freund und Beschützer zu dienen.

## Beschreibung
Der Osteuropäische Schäferhund sieht in etwa aus wie ein übergroßer Deutscher Schäferhund (Widerristhöhe für Rüden 67–72 cm, für Hündinnen 62–68 cm). Die Fellstruktur ist stockhaarig von mittlerer Länge mit guter Unterwolle in leichtem Grauton. Folgende Farben sind zugelassen: Schwarz mit gelben Abzeichen, schwarz mit hellgrauen (silberfarbenen) Abzeichen, Schwarz einfarbig, Grau mit dunklerer Wolkung, schwarzem Sattel und Maske.

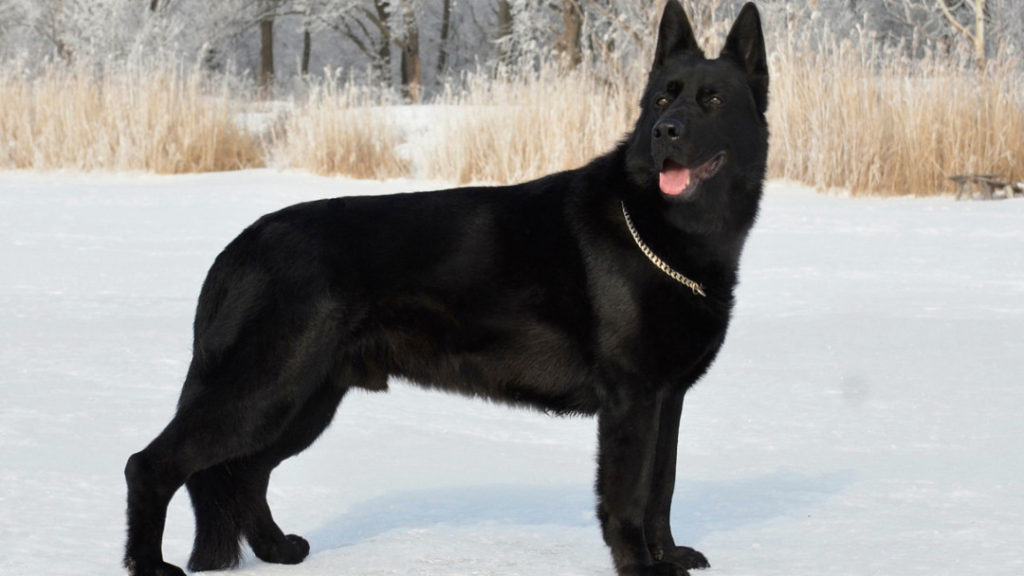
Osteuropäischer Schäferhund - schwarz

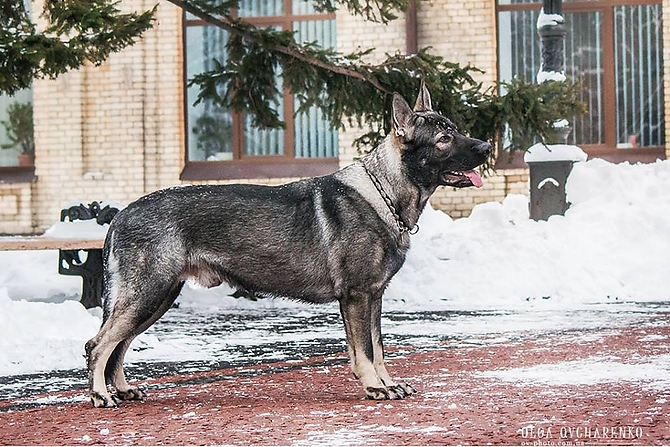
Osteuropäischer Schäferhund - zobel-grau

## Verwendung
Entsprechend dem Zuchtziel wird der Osteuropäische Schäferhund typischerweise als universell einsetzbarer Diensthund eingesetzt.

## FCI - Nationale Anerkennung
Die Liste zeigt die FCI-Mitgliedsländer und Vertragspartner mit einer Anerkennung der Rasse auf nationaler Ebene:
- Aserbaidschan (Kennel Union of the Republic of Azerbaijan)
- Belarus (Belorussian Cynological Union)
- Belgien (Union Royale Cynologique Saint Hubert)
- Bosnien und Herzegowina (Kinološki Savez u Bosni i Hercegovini)
- Bulgarien (Bulgarian Republican Federation of Cynology)
- Dänemark (Dansk Kennel Klub)
- Estland (Eesti Kennelliit)
- Finnland (Suomen Kennelliitto - Finska Kennelklubben)
- Kirgisistan (Union of Cynologists of Kyrgyz Republic)
- Kosovo (Federata Kinologjike e Kosovës)
- Kroatien (Hrvatski Kinoloski Savez)
- Lettland (Latvijas Kinologiska Federacija)
- Litauen (Lietuvos Kinologu Draugija)
- Luxemburg (Fédération Cynologique Luxembourgeoise)
- Moldawien (Uniunea Chinologica din Moldova)
- Montenegro (Kinoloski Savez Crne Gore)
- Nord-Mazedonien (Kennel Association of Republic of Macedonia)
- Norwegen (Norsk Kennel Klub)
- Niederlande (Raad van Beheer op Kynologisch Gebied in Nederland)
- Polen (Związek Kynologiczny w Polsce)
- Rumänien (Asociatia Chinologica Romana)
- Russland (Russian Kynological Federation)
- Schweden (Svenska Kennelklubben)
- Schweiz (Société Cynologique Suisse)
- Serbien (Kinoloski Saves Republike Srbije)
- Slowakei (Slovenska Kynologicka Jednota)
- Slowenien (Kinološka zveza Slovenije)
- Tschechien (Ceskomoravská Kynologická Unie)
- Türkei (Köpek Irklari ve Kinoloji Federasyonu)
- Ukraine (Ukrainian Kennel Union)
- Ungarn (Magyar Ebtenyésztok Országos Egyesületeinek Szövetsége)
- Zypern (Cyprus Kennel Club)